# Haris Mohamed
Haris Mohamed Hassan (3 marzo 1958) è un ex calciatore iracheno, di ruolo centrocampista.

## Carriera

### Club
Nella sua carriera ha giocato con Mosul SC (per tre stagioni), Al-Talaba (per cinque stagioni, vincendo due campionati iracheni), Al-Shabab Baghdad (un solo anno), Al Jaish (per una sola stagione) e Al-Rasheed (per cinque anni, vince altre tre campionati iracheni a cui si sommano altre due coppe dell'Iraq).

### Nazionale
Con la Nazionale irachena ha partecipato ai Mondiali 1986 disputando 2 partite.

## Palmarès

### Club
- Campionati iracheni: 5:

Al-Talaba: 1980-1981, 1981-1982
Al-Rasheed: 1986-1987, 1987-1988, 1988-1989
- Coppa dell'Iraq: 2:

Al-Rasheed: 1986-1987, 1987-1988